# Kalorymetr Junkersa
Kalorymetr Junkersa - urządzenie do oznaczania ciepła spalania i wartości opałowej paliw gazowych. Urządzenie to skonstruował Hugo Junkers, opatentował je w 1892 roku. 
Kalorymetr ten składa się z urządzenia przelewowego, palnika, komory spalania kalorymetru, cylindra miarowego oraz dwóch kurków.